# Афидне
Афи́дне (греч. Αφίδναι) — село в Греции. Административно относится к общине Оропос в периферийной единице Восточная Аттика в периферии Аттика. Расположено на высоте 366 м над уровнем моря, на восточных склонах гор Парнис, к юго-западу от города Капандритион и к северо-западу от озера Маратон, в 34 км от Афин. Население 1908 человек по переписи 2011 года.
К югу от села находится железнодорожная станция Афидне.

## История
Страбон, ссылаясь на Филохора, сообщает, что Афидна была одним из 12 городов Аттики, основанных мифическим царём Аттики Кекропсом. Тесей объединил эти 12 городов и создал полис Афины. Название город получил от героя-эпонима Афидна.
Доисторический акрополь древних Афидн сегодня отождествляют с холмом Котрони (365 м) на северном берегу озера Маратон, где найден некрополь среднеэлладского периода (2000—1600 гг. до н. э.).
До 1919 года село называлось Киурка (Κιούρκα). В 1919 году (ΦΕΚ 56Β) Киурка переименована в Афидни (Αφίδνη) по названию древнего города Афидна. В 1928 году название изменено на Афидне.

## Сообщество
Сообщество Киурка (Κοινότητα Κιούρκων) создано в 1912 году (ΦΕΚ 262Α).  В 1919 году (ΦΕΚ 56Β) сообщество переименовано в Афидни (Κοινότητα Αφίδνης). В 1928 году название изменено на Афидне (Κοινότητα Αφιδνών). В сообщество входят шесть населённых пунктов. Население 3642 человека по переписи 2011 года. Площадь 35,681 км².
| Населённый пункт | Население (2011), человек |
| ---------------- | ------------------------- |
| Айия-Триада      | 959                       |
| Афидне           | 1908                      |
| Дросопийи        | 156                       |
| Кокиноврахос     | 195                       |
| Козмотея         | 131                       |
| Статмос-Афиднон  | 293                       |

## Население
| Год  | Население, человек |
| ---- | ------------------ |
| 1991 | 991                |
| 2001 | 1653               |
| 2011 | ↗ 1908             |